# Mucor hiemalis
Mucor hiemalis är en svampart. Mucor hiemalis ingår i släktet Mucor och familjen Mucoraceae.

## Underarter
Arten delas in i följande underarter:
- corticola
- luteus
- silvaticus
- hiemalis